# Gouvernement Pierlot IV
Monarchie en exil
Pierlot III Pierlot V (Libération)
Le gouvernement Pierlot IV est le gouvernement belge tripartite d'union nationale en exil à Londres, qui gouverne le pays du 23 octobre 1940 au 26 septembre 1944. 
À la suite de la capitulation de la France le 18 juin 1940, le gouvernement Pierlot III se disperse. Hubert Pierlot, Paul-Henri Spaak, Camille Gutt et Albert de Vleeschauwer se retrouvent à Londres en octobre 1940 et reconstituent le gouvernement. 
Dans un premier temps, le gouvernement reste distant vis-à-vis des Alliés. L'enjeu premier du gouvernement est avant tout de restaurer l'indépendance de la Belgique et de libérer Léopold III, alors captif au palais de Laeken. Les ministres se montrent particulièrement compréhensifs à l'égard de la politique menée par les secrétaires généraux, les industriels et les banquiers aux côtés de l'Occupant, considérant que ceux-ci mènent une politique « du moindre mal ». Le gouvernement essaie également de reprendre contact avec Léopold III, en l'invitant à rester passif ou à rejoindre Londres (ce que ce dernier refuse, contrairement aux monarques des Pays-Bas et de Norvège, qui rejoignent leurs gouvernements exilés à Londres).  
1942 est un tournant pour le gouvernement. Outre le fait que l'équipe s'élargisse, il commence à défendre une ligne pro-Alliés beaucoup plus affirmée. Paul-Henri Spaak signe ainsi la Charte de l'Atlantique en janvier 1942 et engage la Belgique à ne déposer les armes qu'après la capitulation sans conditions de l'Allemagne et du Japon ; la Belgique fournira aux États-Unis l'uranium congolais nécessaire à la fabrication des bombes atomiques larguées sur Hiroshima et Nagasaki. Le gouvernement commence à condamner beaucoup plus durement la politique « du moindre mal » menée par les secrétaires généraux en Belgique ainsi que la collaboration économique. Il met en place le Comité Gilles qui permet d'obtenir des informations sur la Belgique occupée et de soutenir la Résistance ; les tensions entre le gouvernement, plutôt conservateur, et le Front de l'Indépendance, principale organisation de la Résistance fondée par le Parti communiste, empêchent cependant une véritable coordination de la Résistance entre Londres et la Belgique occupée.   
Le gouvernement retourne à Bruxelles en septembre 1944, en pleine Libération. Il reçoit le testament politique de Léopold III, alors prisonnier en Allemagne : le Roi demande la démission des ministres qui l'ont ouvertement critiqué et récuse tout engagement international pris pendant le conflit. Le texte n'est pas rendu public, mais provoque la colère du gouvernement. La captivité de Léopold III conduit à la mise en place d'une régence : le prince Charles, frère du roi, prête serment le 21 septembre et devient régent de Belgique. Pierlot donne ensuite la démission de son gouvernement.

## Composition
| Ministère                                                              | Nom                        | Parti               |
| ---------------------------------------------------------------------- | -------------------------- | ------------------- |
| Premier ministre                                                       | Hubert Pierlot             | Parti catholique    |
| Ministre des Affaires étrangères, de l'Information et de la Propagande | Paul-Henri Spaak           | Parti ouvrier belge |
| Ministre des Finances et des Affaires économiques                      | Camille Gutt               | technicien          |
| Ministre des Colonies et de la Justice                                 | Albert de Vleeschauwer     | Parti catholique    |
| Ministre sans portefeuille                                             | August De Schryver         | Parti catholique    |
| Ministre sans portefeuille                                             | Henri Denis                | technicien          |
| Ministre sans portefeuille                                             | Paul-Émile Janson          | Parti libéral       |
| Ministre sans portefeuille                                             | Léon Matagne               | Parti ouvrier belge |
| Ministre sans portefeuille                                             | Eugène Soudan              | Parti ouvrier belge |
| Ministre sans portefeuille                                             | Arthur Vanderpoorten       | Parti libéral       |
| Ministre sans portefeuille                                             | Charles d'Aspremont Lynden | Parti catholique    |

## Remaniements
- 19 février 1942
  - Julius Hoste jr. (libéral) est nommé sous-secrétaire d'État de l'instruction publique
  - Henri Rolin (POB) est nommé sous-secrétaire d'État de la défense nationale
  - Gustave Joassart (technicien) est nommé sous-secrétaire d'État de l'aide aux réfugiés, du travail et de la prévoyance sociale
- 2 octobre 1942
  - Antoine Delfosse (Parti catholique) est nommé ministre de la justice, de l'information national et de la propagande
  - Henri Rolin (POB) démissionne comme sous-secrétaire de la défense nationale
- janvier 1943
  - Arthur Vanderpoorten (libéral) est arrêté par l'occupant
- 6 avril 1943
  - August Balthazar (POB) est nommé ministre des travaux publics et des communications
- 3 mai 1943
  - August De Schryver est nommé ministre de l'intérieur
- 16 juillet 1943
  - Gustave Joassart (technicien) démissionne comme sous-secrétaire d'État de l'aide aux réfugiés, du travail et de la prévoyance sociale
- 3 septembre 1943
  - Joseph Bondas (POB) est nommé sous-secrétaire d'État de l'aide aux réfugiés, du travail et de la prévoyance sociale
  - Raoul Richard (technicien) est nommé sous-secrétaire d'état du ravitaillement
- 30 mars 1943
  - Paul Tschoffen (Parti catholique) est nommé conseiller d'état
- 6 juin 1944
  - Paul Tschoffen (Parti catholique) est nommé chef de la mission des affaires civiles